# Melisa Aslı Pamuk
Melisa Aslı Pamuk (Haarlem, 14 april 1991) is een Nederlands-Turks actrice en model. In 2011 won ze de titel Miss Turkije 2011. Pamuk ontving de kroon van Gizem Memiç, de winnares van het jaar daarvoor.

## Biografie
Pamuks familie komt uit İskenderun in de Turkse provincie Hatay. Ze begon met acteren op haar 13e en met haar modellencarrière toen ze 14 jaar oud was. In 2011 werd ze Miss Turkije, ook vertegenwoordigde ze Turkije tijdens de Miss Universe- verkiezing van 2011 in São Paulo. Ze maakte haar acteerdebuut met haar rol in de Turkse drama Yer Gök Aşk. 

## Privéleven
Melisa Aslı Pamuk trouwde in 2024 met de Turkse voetballer Yusuf Yazıcı.